# Подворки
По́дворки (укр. Подвірки, до 1920 года Ку́ряж) — посёлок, Солоницевская поселковая община, Харьковский район, Харьковская область, Украина.
Посёлок расположен на левом берегу реки Уды по обе стороны автомобильной дороги Харьков — Сумы (называющейся здесь улицей Сумской шлях) и железнодорожной магистрали Харьков — Киев.
Код КОАТУУ — 6322057602. Население по переписи 2019 года составляет 6400 (3000 м, 3400 ж.) человек.

## Географическое положение
Посёлок Подворки находится в балке пересыхающего ручья Куряж, левого притока реки Уды, на левом берегу Уд; выше по течению реки примыкает к селу Надточии, ниже по течению на расстоянии двух км находятся Харьковская окружная дорога и граница города Харьков; на противоположном берегу Уд — пгт Песочин; на расстоянии одного км расположены село Сиряки и пгт Солоницевка.
Выше по течению ручья Куряж расположено село Куряжанка, в 17-19 веках также называвшееся Куряж.
Через посёлок проходит автомобильная дорога Т-2106. По посёлку проходит железная дорога Харьков — Сумы, ближайшая станция Куряж. В посёлке имеются 6 источников пресной воды, три из них чудотворные (лечебные).

## История
- На левом, высоком берегу реки Куряж, в восьми верстах от Харькова, на возвышенности, окружённой в те времена дремучими лесами, на месте пасеки некоего Алексея Куряжского[11] был основан 28 апреля 1673 г.[12] харьковским полковником Григорием Донцом православный мужской Куряжский монастырь. Он затем был назван Старохарьковским, поскольку являлся по дате основания самым старым монастырём в окрестностях Харькова (Покровский, Хорошевский, Озерянский монастыри были открыты позднее).
- На правом берегу реки Куряж[1] был основан на землях монастыря хутор, который назывался то Куряж,[5][11] то Подмонастырские подворки,[13] то Подворки.[4]
- В 1779 году в «Куроже», принадлежавшем Старохарьковскому Преображенскому монастырю, согласно «Ведомости, изъ какихъ именно городовъ и уездовъ Харьковское наместничество составлено и сколько было въ нихъ душъ на 1779 годъ», было «с подворками» 177 владельческих подданных (мужчин, женщины и дети не учитывались)[4]. Разделения населения (не монахов) на жителей села Курожа (ныне Куряжанка) и хутора Куряжа (ныне Подворки) не было.[4]
- 1926 — в Куряж в здания бывшего Куряжского Свято-Преображенского монастыря была переведена из Полтавской губернии колония имени Максима Горького — исправительное заведение для несовершеннолетних правонарушителей, которую с 1926 г. возглавлял А. С. Макаренко. Сама же колония для беспризорников существовала с в стенах монастыря с 1924 года.[11]
- В трудовой колонии имени Максима Горького, находившейся с 1926 в Подворках в помещении бывшего Куряжского монастыря, Антон Семёнович Макаренко осуществил беспримерный в педагогической практике опыт массового перевоспитания детей-правонарушителей; и в детской коммуне им. Ф. Э. Дзержинского (1927—35, в пригороде Харькова). 9 мая 1926 года Макаренко выехал в Куряж. 15 мая 1926 коллектив колонии имени Горького прибыл с Полтавщины в Куряж в полном составе. 26 марта 1927 в Куряже, где за 10 месяцев сформировался новый, дружный коллектив, праздновали годовщину рождения М. Горького. Изначально в Куряже располагалась детская колония, в которой было четыреста ребят.
- В конце 1920-х годов (1928—1930) А. С. Макаренко написал в стенах б. Куряжского монастыря известную автобиографическую книгу про перевоспитание детей и подростков «Педагогическая поэма».[11], действие которой происходит в основном в Подворках.
- В советское время, в 1920 году,[11] посёлок был переименован в Подворки, поскольку надо было убрать ассоциацию Куряжа с одноимённым известным уже закрытым монастырём; а, начиная с XVII века, «подворками» назывались дворовые хозяйства людей (не монахов) вокруг Куряжского монастыря)[4], что и дало новое название населённому пункту.
- В 1931 году в Подворках и Куряже был организован колхоз им. М. Горького со 138 гектарами земли.[14] В колхозе было 57 дворов, в которых проживали 139 человек.[14] Тогда же плата за один трудодень в данном колхозе составила 4,88 кг зерна и 2 рубля 03 копейки в день.[14]
- В 1940 году, перед ВОВ, в Подворках было 325 дворов и свой сельсовет.[15]
- С 1920-х годов до 1943[14] Подворки были подчинены Песочинскому сельсовету (с 1938 - поселковому совету).
- В 1976 году здесь находились подсобные хозяйства колхоза «Ку́ряжский», который специализировался мясном и молочном животноводстве, в основном на откорме свиней.[16]

## Экономика
- ОАО «Харьковская ТЭЦ-5».
- Куряжская воспитательная колония (с 2018 закрыта).
- Профессионально-техническое училище № 4 при Куряжской воспитательной колонии.
- «АКВАИЗОЛ». Завод кровельных материалов.
- «Эдельвейс», ООО.
- ВИГАЗОИЛ, ООО.
- Металлпласт, ООО.
- «Агромашхолдинг-Украина», ОАО.
- ООО Ликеро-водочный завод «Арго».(не работает)
- ОАО «Теплоэнергомонтаж».
- «Слобожанский мыловар» ООО.
- Дергачёвский мясокомбинат.
- Агропром, ООО.
- ООО "Украинско-российское предприятие «Лозовской комбайновый завод».
- ЛОСК, ПКФ.
- ООО научно-производственная фирма «Сетра, ЛТД».
- ХАРМ, ЗАТ.
- ОАО «Трест „Южзападэнергострой“».
- АЗС Окко
- АЗС Метан
- АЗС Овис

## Объекты социальной сферы
- Подворский лицей, состоящий из детского сада и школы.
- Школа ІІ-ІІІ ст. Куряжской воспитательной колонии имени А. С. Макаренко (закрыта с 2010-х годов).
- Музей имени А. С. Макаренко
- Библиотека
- почтовое отделение Укрпочты
- магазин «Посад»
- магазин «Кулиничи»
- Новая Почта #1
- три салона красоты
- отель Купава
- отель Традиция
- отель Мишель
- отель Гранд
- отель Этуаль
- ресторан Купава
- ресторан Традиция
- кафе Мери
- кафе Дача
- Дворец Культуры посёлка Подворки
- Амбулатория
- Турагентство
- Кафе Чарли
- Фотостудия Чарли

## Происхождение названия
В селе Куряже, которое принадлежало Старохарьковскому Преображенскому монастырю, согласно «Ведомости, изъ какихъ именно городовъ и уездовъ Харьковское наместничество составлено и сколько было въ нихъ душъ на 1779 годъ», было «с подворками» 177 владельческих подданных (мужчин). Таким образом, количество жителей (не монахов) считалось общим для села Куряж (ныне Куряжанка) и хутора Куряж (ныне Подворки).
Потому на некоторых картах начала 20 века хутор Куряж уже называется Подмонастырскими Подворками.
После поражения и отступления белых армий ВСЮР и восстановления Советской власти в декабре 1919 года посёлок в 1920 году из хутора Куряж, поскольку его название во времена атеистической пропаганды ассоциировалось с известным православным монастырём, был переименован в Подворки, поскольку, начиная с XVIII века, «подворками» назывались дворовые хозяйства и хутор вокруг Куряжского монастыря, что и дало новое название населённому пункту.

## Транспорт
Через посёлок проходят автобусы маршрутов:
- 1152 Холодная гора — Ольшаны
- 1168 Холодная гора — Солоницевка
- 1169 Холодная гора — Берминводы
- Харьков — Богодухов.

Электричка: на линии Основа-Шпаковка платформы ТЭЦ-5 (сейчас закрыта и разрушена) и Куряж.

## Предприятия
- Молочно-товарная, птице-товарная, свино-товарная и овце-товарная фермы, машинно-тракторные мастерские (при СССР).

## Экология
- Фельдшерско-акушерский пункт.
- Больница.

## Известные люди
Антон Семёнович Макаренко с 1926 года работал начальником Куряжской воспитательной колонии для несовершеннолетних.

## Религия
- Старохарьковский Куряжский Преображенский монастырь
- Православная часовня Онуфрия Великого с источниками
- Православный храм Георгия Победоносца (в колонии)